# گورنگی دیان
گورنگی دیان (به صربی: Gornji Dejan) یک منطقهٔ مسکونی در صربستان است که در ولاسوتینتسه واقع شده‌است. گورنگی دیان ۲۰۸ نفر جمعیت دارد.